# Enrique Borja
Enrique David Borja García (Città del Messico, 30 dicembre 1945) è un ex calciatore e dirigente sportivo messicano.

## Carriera

### Club
Ha militato nel Pumas fino al suo trasferimento nel Club América, nel 1969. Qui Borja è stato capocannoniere del campionato messicano per tre volte consecutive: 1970-1971 (24 goal), in 1971-1972 (26 goal) and in 1972-1973 (20 goal), vincendo il titolo nel 1971 e nel 1976.

### Nazionale
Ha giocato 65 partite e segnato 31 goal con la maglia della Nazionale messicana. È stato convocato per due mondiali: 1966 (1 goal) e 1970.

### Dopo il ritiro
Si è poi successivamente laureato in Scienze Politiche e, dopo il suo ritiro (avvenuto nel 1977), è stato presidente del Club Necaxa e della Federazione calcistica messicana. Per il campionato del mondo 2006 è stato co-commentatore delle partite della sua nazionale.

## Statistiche

### Cronologia presenze e reti in Nazionale
| Cronologia completa delle presenze e delle reti in nazionale ― Messico | Cronologia completa delle presenze e delle reti in nazionale ― Messico | Cronologia completa delle presenze e delle reti in nazionale ― Messico | Cronologia completa delle presenze e delle reti in nazionale ― Messico | Cronologia completa delle presenze e delle reti in nazionale ― Messico | Cronologia completa delle presenze e delle reti in nazionale ― Messico | Cronologia completa delle presenze e delle reti in nazionale ― Messico | Cronologia completa delle presenze e delle reti in nazionale ― Messico |
| Data                                                                   | Città                                                                  | In casa                                                                | Risultato                                                              | Ospiti                                                                 | Competizione                                                           | Reti                                                                   | Note                                                                   |
| ---------------------------------------------------------------------- | ---------------------------------------------------------------------- | ---------------------------------------------------------------------- | ---------------------------------------------------------------------- | ---------------------------------------------------------------------- | ---------------------------------------------------------------------- | ---------------------------------------------------------------------- | ---------------------------------------------------------------------- |
| 11-5-1966                                                              | Città del Messico                                                      | Messico                                                                | 1 – 1                                                                  | Cile                                                                   | Amichevole                                                             | 1                                                                      |                                                                        |
| 13-7-1996                                                              | Londra                                                                 | Francia                                                                | 1 – 1                                                                  | Messico                                                                | Mondiali 1966 - 1º turno                                               | 1                                                                      |                                                                        |
| 16-7-1996                                                              | Londra                                                                 | Messico                                                                | 0 – 2                                                                  | Inghilterra                                                            | Mondiali 1966 - 1º turno                                               | -                                                                      |                                                                        |
| 19-7-1966                                                              | Londra                                                                 | Uruguay                                                                | 0 – 0                                                                  | Messico                                                                | Mondiali 1966 - 1º turno                                               | -                                                                      |                                                                        |
| 5-1-1967                                                               | Città del Messico                                                      | Messico                                                                | 3 – 0                                                                  | Svizzera                                                               | Amichevole                                                             | 2                                                                      |                                                                        |
| 28-5-1967                                                              | San Pietroburgo                                                        | Unione Sovietica                                                       | 2 – 0                                                                  | Messico                                                                | Amichevole                                                             | -                                                                      |                                                                        |
| 22-8-1967                                                              | Città del Messico                                                      | Messico                                                                | 2 – 1                                                                  | Argentina                                                              | Amichevole                                                             | -                                                                      |                                                                        |
| 6-12-1967                                                              | Città del Messico                                                      | Messico                                                                | 2 – 1                                                                  | Ungheria                                                               | Amichevole                                                             | 1                                                                      |                                                                        |
| 8-12-1967                                                              | Città del Messico                                                      | Messico                                                                | 0 – 2                                                                  | Ungheria                                                               | Amichevole                                                             | -                                                                      |                                                                        |
| 3-3-1968                                                               | Città del Messico                                                      | Messico                                                                | 0 – 0                                                                  | Unione Sovietica                                                       | Amichevole                                                             | -                                                                      |                                                                        |
| 10-3-1968                                                              | Città del Messico                                                      | Messico                                                                | 0 – 0                                                                  | Unione Sovietica                                                       | Amichevole                                                             | -                                                                      |                                                                        |
| 21-5-1968                                                              | Città del Messico                                                      | Messico                                                                | 2 – 1                                                                  | Uruguay                                                                | Amichevole                                                             | 1                                                                      |                                                                        |
| 10-7-1968                                                              | Città del Messico                                                      | Messico                                                                | 2 – 1                                                                  | Brasile                                                                | Amichevole                                                             | 2                                                                      |                                                                        |
| 6-10-1968                                                              | Puebla                                                                 | Messico                                                                | 1 – 1                                                                  | Cecoslovacchia                                                         | Amichevole                                                             | -                                                                      |                                                                        |
| 16-10-1968                                                             | Bogotà                                                                 | Colombia                                                               | 0 – 1                                                                  | Messico                                                                | Amichevole                                                             | 1                                                                      |                                                                        |
| 20-10-1968                                                             | Lima                                                                   | Perù                                                                   | 3 – 3                                                                  | Messico                                                                | Amichevole                                                             | 1                                                                      |                                                                        |
| 23-10-1968                                                             | Santiago del Cile                                                      | Cile                                                                   | 3 – 1                                                                  | Messico                                                                | Amichevole                                                             | 1                                                                      |                                                                        |
| 26-10-1968                                                             | Montevideo                                                             | Uruguay                                                                | 0 – 2                                                                  | Messico                                                                | Amichevole                                                             | 1                                                                      |                                                                        |
| 31-10-1968                                                             | Rio de Janeiro                                                         | Brasile                                                                | 1 – 2                                                                  | Messico                                                                | Amichevole                                                             | -                                                                      |                                                                        |
| 3-11-1968                                                              | Belo Horizonte                                                         | Brasile                                                                | 2 – 1                                                                  | Messico                                                                | Amichevole                                                             | 1                                                                      |                                                                        |
| 22-12-1968                                                             | Città del Messico                                                      | Messico                                                                | 0 – 0                                                                  | Germania Ovest                                                         | Amichevole                                                             | -                                                                      |                                                                        |
| 1-1-1969                                                               | Città del Messico                                                      | Messico                                                                | 2 – 3                                                                  | Italia                                                                 | Amichevole                                                             | 1                                                                      |                                                                        |
| 5-1-1969                                                               | Città del Messico                                                      | Messico                                                                | 1 – 1                                                                  | Italia                                                                 | Amichevole                                                             | -                                                                      |                                                                        |
| 22-1-1969                                                              | Città del Messico                                                      | Messico                                                                | 3 – 0                                                                  | Danimarca                                                              | Amichevole                                                             | 1                                                                      |                                                                        |
| 6-4-1969                                                               | Lisbona                                                                | Portogallo                                                             | 0 – 0                                                                  | Messico                                                                | Amichevole                                                             | -                                                                      |                                                                        |
| 10-4-1969                                                              | Lussemburgo                                                            | Lussemburgo                                                            | 2 – 1                                                                  | Messico                                                                | Amichevole                                                             | -                                                                      |                                                                        |
| 16-4-1969                                                              | Bruxelles                                                              | Belgio                                                                 | 2 – 0                                                                  | Messico                                                                | Amichevole                                                             | -                                                                      |                                                                        |
| 23-4-1969                                                              | Siviglia                                                               | Spagna                                                                 | 0 – 0                                                                  | Messico                                                                | Amichevole                                                             | -                                                                      |                                                                        |
| 1-5-1969                                                               | Malmö                                                                  | Svezia                                                                 | 1 – 0                                                                  | Messico                                                                | Amichevole                                                             | -                                                                      |                                                                        |
| 20-5-1969                                                              | Città del Messico                                                      | Messico                                                                | 0 – 1                                                                  | Perù                                                                   | Amichevole                                                             | -                                                                      |                                                                        |
| 22-5-1969                                                              | León                                                                   | Messico                                                                | 3 – 0                                                                  | Perù                                                                   | Amichevole                                                             | 2                                                                      |                                                                        |
| 1-6-1969                                                               | Città del Messico                                                      | Messico                                                                | 0 – 0                                                                  | Inghilterra                                                            | Amichevole                                                             | -                                                                      |                                                                        |
| 5-11-1969                                                              | Città del Messico                                                      | Messico                                                                | 1 – 0                                                                  | Belgio                                                                 | Amichevole                                                             | -                                                                      |                                                                        |
| 15-2-1970                                                              | Città del Messico                                                      | Messico                                                                | 1 – 1                                                                  | Bulgaria                                                               | Amichevole                                                             | -                                                                      |                                                                        |
| 15-3-1970                                                              | Città del Messico                                                      | Messico                                                                | 3 – 1                                                                  | Perù                                                                   | Amichevole                                                             | -                                                                      |                                                                        |
| 18-3-1970                                                              | León                                                                   | Messico                                                                | 3 – 1                                                                  | Perù                                                                   | Amichevole                                                             | -                                                                      |                                                                        |
| 22-4-1970                                                              | Città del Messico                                                      | Messico                                                                | 1 – 1                                                                  | Romania                                                                | Amichevole                                                             | -                                                                      |                                                                        |
| 7-6-1970                                                               | Città del Messico                                                      | Messico                                                                | 4 – 0                                                                  | El Salvador                                                            | Mondiali 1970 - 1º turno                                               | -                                                                      |                                                                        |
| 14-6-1970                                                              | Toluca                                                                 | Italia                                                                 | 4 – 1                                                                  | Messico                                                                | Mondiali 1970 - 1º turno                                               | -                                                                      |                                                                        |
| 8-9-1971                                                               | Hannover                                                               | Germania Ovest                                                         | 5 – 0                                                                  | Messico                                                                | Amichevole                                                             | -                                                                      |                                                                        |
| 11-9-1971                                                              | Casablanca                                                             | Marocco                                                                | 2 – 1                                                                  | Messico                                                                | Amichevole                                                             | -                                                                      |                                                                        |
| 18-9-1971                                                              | Lipsia                                                                 | Germania Est                                                           | 1 – 1                                                                  | Messico                                                                | Amichevole                                                             | 1                                                                      |                                                                        |
| 22-9-1971                                                              | Sarajevo                                                               | Jugoslavia                                                             | 4 – 0                                                                  | Messico                                                                | Amichevole                                                             | -                                                                      |                                                                        |
| 25-9-1971                                                              | Genova                                                                 | Italia                                                                 | 2 – 0                                                                  | Messico                                                                | Amichevole                                                             | -                                                                      |                                                                        |
| 30-9-1971                                                              | Salonicco                                                              | Grecia                                                                 | 0 – 1                                                                  | Messico                                                                | Amichevole                                                             | 1                                                                      |                                                                        |
| 6-10-1971                                                              | Hamilton                                                               | Bermuda                                                                | 0 – 2                                                                  | Messico                                                                | Qual. Camp. CONCACAF 1971                                              | 1                                                                      |                                                                        |
| 13-10-1971                                                             | Cancún                                                                 | Messico                                                                | 4 – 0                                                                  | Bermuda                                                                | Qual. Camp. CONCACAF 1971                                              | 1                                                                      |                                                                        |
| 26-1-1972                                                              | Guadalajara                                                            | Messico                                                                | 2 – 0                                                                  | Cile                                                                   | Amichevole                                                             | -                                                                      |                                                                        |
| 5-4-1972                                                               | Città del Messico                                                      | Messico                                                                | 2 – 1                                                                  | Perù                                                                   | Amichevole                                                             | 1                                                                      |                                                                        |
| 6-8-1972                                                               | San Jose                                                               | Costa Rica                                                             | 1 – 0                                                                  | Messico                                                                | Amichevole                                                             | -                                                                      |                                                                        |
| 9-8-1972                                                               | Lima                                                                   | Perù                                                                   | 3 – 2                                                                  | Messico                                                                | Amichevole                                                             | 1                                                                      |                                                                        |
| 16-8-1972                                                              | León                                                                   | Messico                                                                | 2 – 0                                                                  | Cile                                                                   | Amichevole                                                             | 1                                                                      |                                                                        |
| 24-8-1972                                                              | Toronto                                                                | Canada                                                                 | 0 – 1                                                                  | Messico                                                                | Qual. Mondiali 1974                                                    | -                                                                      |                                                                        |
| 3-9-1972                                                               | Città del Messico                                                      | Messico                                                                | 3 – 1                                                                  | Stati Uniti                                                            | Qual. Mondiali 1974                                                    | 1                                                                      |                                                                        |
| 6-9-1972                                                               | Città del Messico                                                      | Messico                                                                | 2 – 1                                                                  | Canada                                                                 | Qual. Mondiali 1974                                                    | -                                                                      |                                                                        |
| 10-9-1972                                                              | Los Angeles                                                            | Stati Uniti                                                            | 1 – 2                                                                  | Messico                                                                | Qual. Mondiali 1974                                                    | -                                                                      |                                                                        |
| 12-10-1972                                                             | Città del Messico                                                      | Messico                                                                | 3 – 1                                                                  | Costa Rica                                                             | Amichevole                                                             | 3                                                                      |                                                                        |
| 6-2-1973                                                               | Città del Messico                                                      | Messico                                                                | 2 – 0                                                                  | Argentina                                                              | Amichevole                                                             | 1                                                                      |                                                                        |
| 5-8-1973                                                               | Los Angeles                                                            | Polonia                                                                | 1 – 0                                                                  | Messico                                                                | Amichevole                                                             | -                                                                      |                                                                        |
| 16-10-1973                                                             | Città del Messico                                                      | Messico                                                                | 2 – 0                                                                  | Stati Uniti                                                            | Amichevole                                                             | -                                                                      |                                                                        |
| 30-11-1973                                                             | Port-au-Prince                                                         | Guatemala                                                              | 0 – 0                                                                  | Messico                                                                | Qual. Mondiali 1974                                                    | -                                                                      |                                                                        |
| 18-12-1973                                                             | Port-au-Prince                                                         | Haiti                                                                  | 0 – 1                                                                  | Messico                                                                | Qual. Mondiali 1974                                                    | 1                                                                      |                                                                        |
| 31-3-1974                                                              | Rio de Janeiro                                                         | Brasile                                                                | 1 – 1                                                                  | Messico                                                                | Amichevole                                                             | -                                                                      |                                                                        |
| 6-8-1975                                                               | Monterrey                                                              | Messico                                                                | 1 – 0                                                                  | Germania Est                                                           | Amichevole                                                             | -                                                                      |                                                                        |
| 24-8-1975                                                              | Toluca                                                                 | Messico                                                                | 2 – 0                                                                  | Stati Uniti                                                            | Amichevole                                                             | 1                                                                      |                                                                        |
| Totale                                                                 |                                                                        | Presenze                                                               | 65                                                                     |                                                                        | Reti                                                                   | 31                                                                     |                                                                        |